# Георг II фон Ламберг
Георг II (I) фон Ламберг-Ортенег (на немски: Georg II (I) von Lamberg-Ortenegg; † 1499) е австрийски благородник, господар на Ламберг-Ортенег (днес Ортнек в Словения) в херцогство Карниола/Крайна, губернатор на Карниола, императорски полковник и хауптман.

## Биография
Син е на Балтазар фон Ламберг-Ортенег († пр. 1426) и съпругата му Маргарета Апфалтерн († 1436), дъщеря на Бартоломеус/Каспер Апфалтерн († 1422). Брат му Андреас фон Ламберг († 1473) е господар на Ламберг и Шнеберг, женен за Маргарета фон Цобелсберг, дъщеря на Фридрих фон Цобелсберг.
През 1397 г. Георг II основава линията Розенбюл и Ортенег. Георг става имперски командир на границите с Вендите. За службата му през 1468 г. император Фридрих III му дава господството и крепостта Ортенек в херцогство Крайна.
Синовете му (и техните братовчеди) са издигнати на имперски фрайхер на 12 януари 1524 г. и на 17 февруари 1544 г. в Прага на фрайхер на Ортенег и Отенщайн (в Долна Австрия). Правнуциците на син му Каспар (III) са издигнати 1636 г. на наследствен имперски граф фон Ламберг и 1707 г. на наследствен имперски княз фон Ламберг и 1709 г. на ландграфове фон Лойхтенберг.

## Фамилия
Георг II (I) фон Ламберг-Ортенег се жени за Елизабет фон Цобелсберг. Те имат децата:
- Сигизмунд фон Ламберг († 1539), имперски фрайхер 12 януари 1524, женен за Урсула Раубер
- Кристоф фон Ламберг († 1579), имперски фрайхер 12 януари 1524, фрайхер на Ортенег и Отенщайн (в Прага 17 февруари 1544), епископ на Зекау (1541 – 1546)
- Георг († млад)
- Леонхард († млад)
- Балтазар († 1530)

Георг II фон Ламберг-Ортенег се жени втори път 1480 г. за Мария Магдалена фон Турн-Валзасина цу Кройц (* ок. 1464; † 1538/1556), дъщеря на Фебо Симоне дела Торе ди Випулзано († 1485) и Силвия д'Арколониани. Те имат децата:
- Амброс фон Ламберг († 1551), имперски фрайхер 12 януари 1524, фрайхер на Ортенег и Отенщайн (в Прага 17 февруари 1544)
- Мелхиор фон Ламберг († 1550), имперски фрайхер 12 януари 1524, фрайхер на Ортенег и Отенщайн (в Прага 17 февруари 1544), женен за Анна Мария фон Хаселбах
- Йозеф фон Ламберг (* 1489; † 20 октомври 1554), имперски фрайхер 12 януари 1524, фрайхер на Ортенег и Отенщайн (в Прага 17 февруари 1544), женен I. 1518 г. за Елизабет фон Елбах/Ерлах († 1534), II. за Маргарета фон Куен († 1536), III. за Анна фон Цветкович
- Волфганг фон Ламберг (* 1483; † 1550/1554), имперски фрайхер 12 януари 1524, фрайхер на Ортенег и Отенщайн (в Прага 17 февруари 1544), женен I. за Ева Гал фон Галенщайн († ок. 1556), II. за Урсула фон Дитрихщайн (* ок. 1520)
- Каспар III фон Ламберг (* 1492; † 27 април 1548), имперски фрайхер 12 януари 1524, фрайхер на Ортенег и Отенщайн (в Прага 17 февруари 1544), женен I. за графиня Анна Мария фон Турн, II. за Маргарета Ланг фон Веленбург († 10 септември 1573), племенница на кардинал Матеус Ланг фон Веленбург, архиепископ на Залцбург (1519 – 1540), дъщеря на Лукас Ланг фон Веленбург и Маргарета Хофер фон Урфарн

## Галерия
- Герб на фон Ламберг
- Дворецът Ламберг, в Щайр (2011)
- Замък Ортенег в Крайна